# Chudeřice
Chudeřice är en ort i Tjeckien. Den ligger i den centrala delen av landet, 80 km öster om huvudstaden Prag. Chudeřice ligger 236 meter över havet och antalet invånare är 193.
Terrängen runt Chudeřice är platt. Runt Chudeřice är det ganska tätbefolkat, med 111 invånare per kvadratkilometer. Närmaste större samhälle är Chlumec nad Cidlinou, 6,5 km väster om Chudeřice. Omgivningarna runt Chudeřice är en mosaik av jordbruksmark och naturlig växtlighet.